# دائرة بوسمغون
دائرة بوسمغون  إحدى دوائر ولاية البيض عاصمتها بوسمغون.